# (8763) Pugnax
(8763) Pugnax (3271 T-1) – planetoida z pasa głównego asteroid okrążająca Słońce w ciągu 4,5 lat w średniej odległości 2,72 au. Odkryta 26 marca 1971 roku.